# Karol Kościuszko-Waluszyński
Karol Kościuszko-Waluszyński, ros. Карл Казимирович Косцюшко-Валюжинич (ur. 20 kwietnia 1847, zm. 14 grudnia 1907 w Chersonezie) – polski archeolog, jeden z inicjatorów i głównych badaczy Chersonezu. 

## Życiorys
O młodości badacza brak danych, z wyjątkiem faktu, że został on zesłany na południe Rosji. Od 1888 do 1907 kierował pracami archeologicznymi w Chersonezie, najpierw bez oficjalnego tytułu kierownika, a od 1891 kierując nimi oficjalnie. Dokonał wówczas szeregu cennych odkryć, do których należą m.in.: „bazylika w bazylice” (odkryta w 1889), mennica (1904), baszta Zenona (1898–1907). W 1892 założył istniejące do dziś muzeum – rezerwat archeologiczny w Chersonezie. Prowadził też badania w innych miejscach Krymu, m.in. w 1896 odkrył na cyplu Winogradnym chrześcijańską świątynię, a potem całą osadę. Autor wielu publikacji archeologicznych, w lokalnych periodykach naukowych Krymu, Odessy i wysłanych do Petersburga. 
Za odkrycia naukowe i działalność archeologiczną otrzymał następujące odznaczenia państwowe: 
- Order Świętego Stanisława klasy III (1894) i klasy II (1906)
- Order Świętej Anny klasy III (1897)

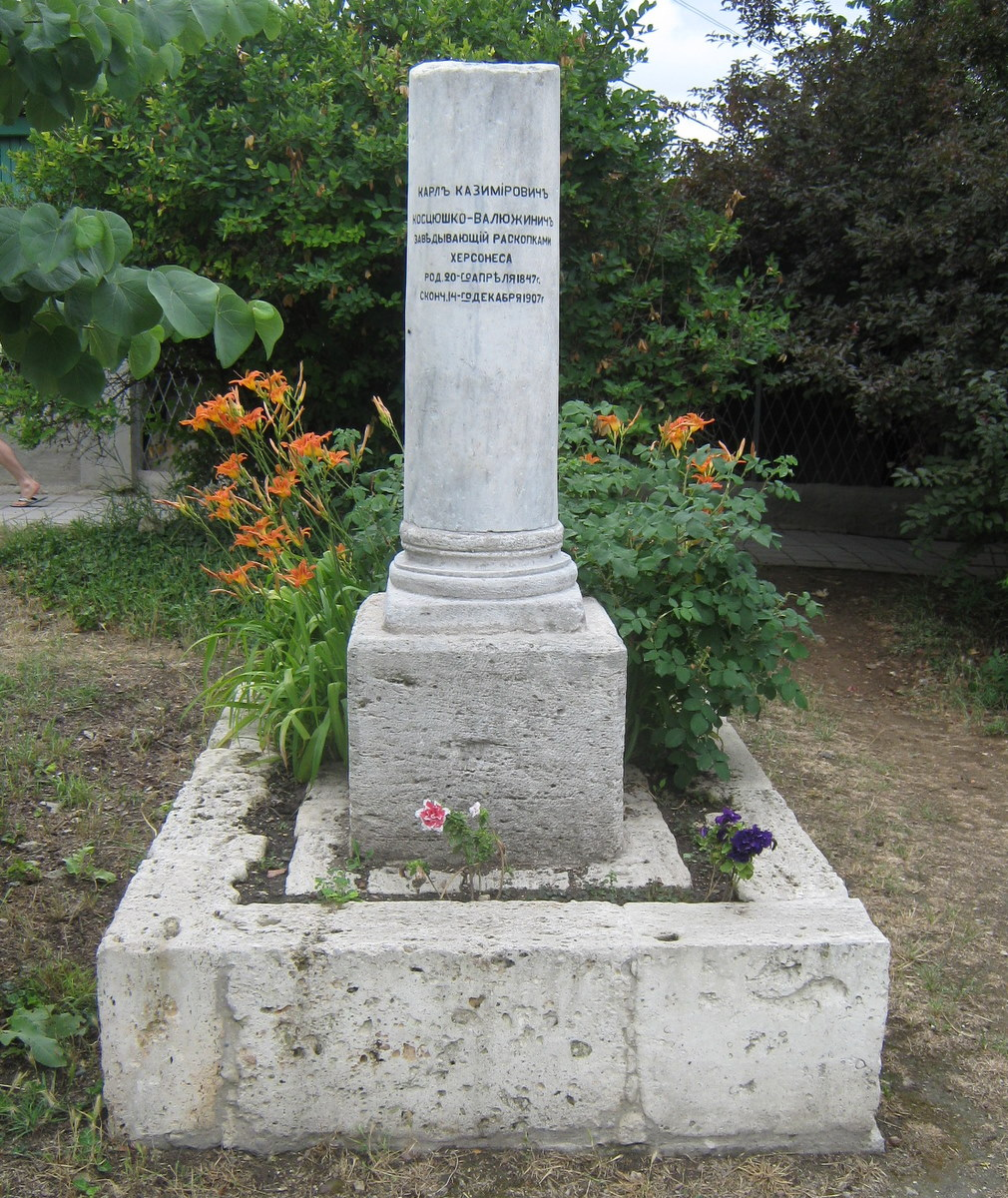
Grób Karola Kościuszko-Waluszyńskiego

Grób K. Kościuszki-Waluszyńskiego znajduje się na terenie rezerwatu archeologicznego w Chersonezie. 